# Giorgio Scherer
Giorgio Scherer (Parma, 6 marzo 1831 – Parma, 12 marzo 1896) è stato un pittore e disegnatore italiano.

## Biografia
Giorgio Scherer, nato a Parma il 6 marzo 1831 dall’austriaca Caterina Paumer e dal bavarese Giorgio Scherer, fu, come il fratello minore Emilio (Parma, 1845 – Bosa, 1924), un rappresentante dell'Accademia parmense di Belle Arti insieme ad artisti quali Giuseppe Boccaccio, Guido Carmignani, Cecrope Barilli e Giuseppe Alinovi. Fu probabilmente il padre, giardiniere dell’Orto Botanico delle Scuole Superiori di Parma abilitato all’insegnamento privato di botanica, a impartirgli i primi rudimenti del disegno.

### Formazione e attività
Già a quattordici anni Scherer risulta iscritto alle Scuole di Disegno e di Scultura dell’Accademia parmense di Belle Arti, dove fu allievo di Giovanni Gaibazzi e di Francesco Scaramuzza. Durante gli anni di formazione si aggiudicò un cospicuo numero di premi: nel 1847 vinse la terza medaglia per il nudo disegnato; nel 1848 fu premiato con la seconda medaglia per due nudi disegnati e due anni più tardi, insieme a Ignazio Affanni (Parma, 1828  – Borgo San Donnino, 1889), si aggiudicò il premio per la mezza figura dipinta. 
Nello stesso 1850 Scherer offrì al duca Carlo III di Borbone il dipinto a olio Un cacciatore che dà a bere ad una povera famiglia, che fu accettato e ricompensato con cinquecento lire nuove; mentre nel 1852, su commissione della duchessa Luisa Maria, insieme al pittore Giuseppe Bissoli (Parma, 1814–1875), si recò a Venezia per realizzare la copia dell’Adorazione de’ Magi di Bonifacio Veronese.
Nel 1854, con il dipinto Abdalomino salutato re di Sidone dopo la conquista di Alessandro il Macedone, Scherer si aggiudicò il Gran Premio annuale per la miglior opera di Pittura e nei primi mesi del 1855, insieme allo scultore Giovanni Chierici (Bigarello, 1830 – Parma, 1917), si recò a Roma per perfezionare i suoi studi.
Il conseguimento di numerosi premi accademici, così come il perfezionamento a Roma e la costante partecipazione alle esposizioni organizzate dalla Società d’Incoraggiamento a favore degli artisti di Belle Arti di Parma e Piacenza, permise a Scherer di inserirsi nella vita artistica locale e di divenire uno dei maggiori artisti attivi sul territorio parmense.

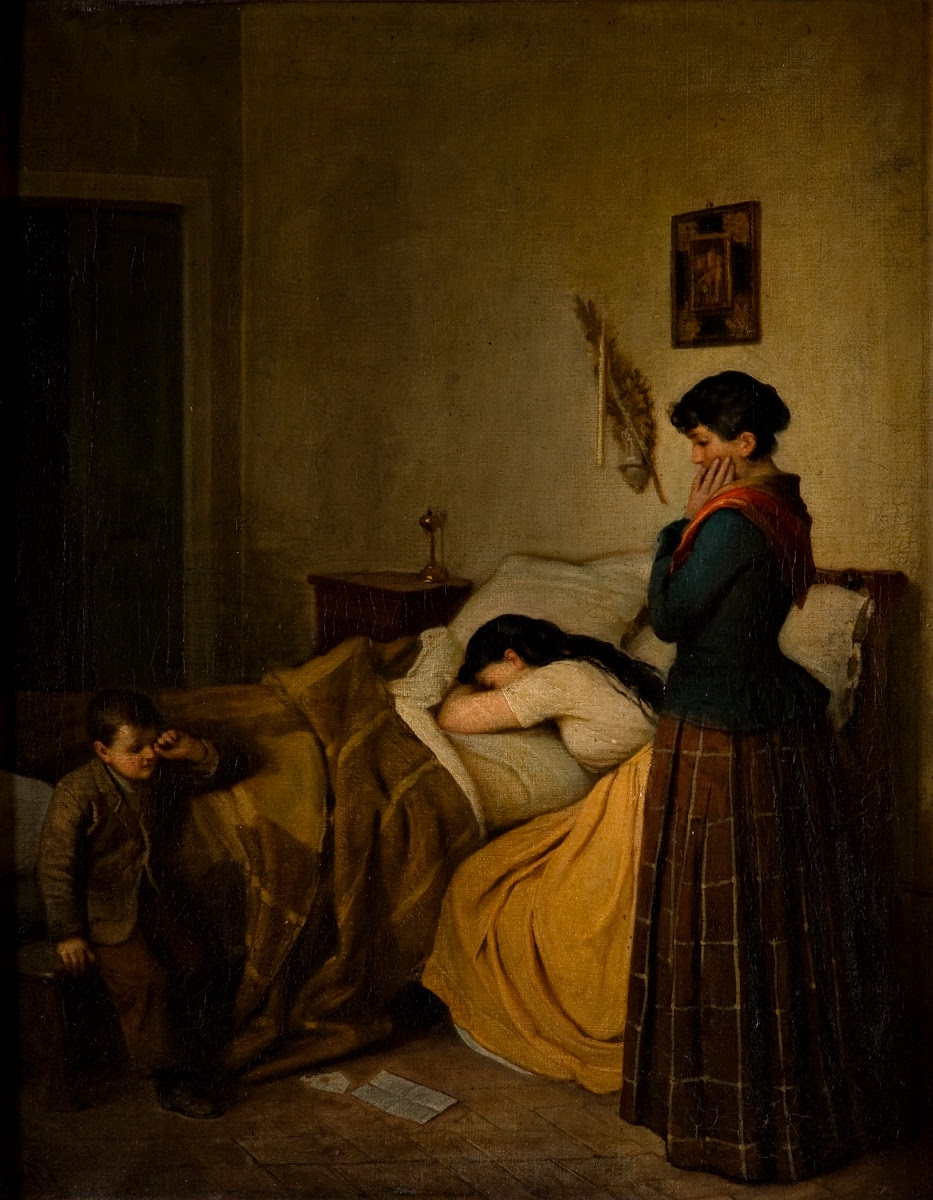
Giorgio Scherer, Un’infausta notizia, 1882 ca., olio su tela, Pinacoteca Stuard, Parma

## Catalogo delle opere

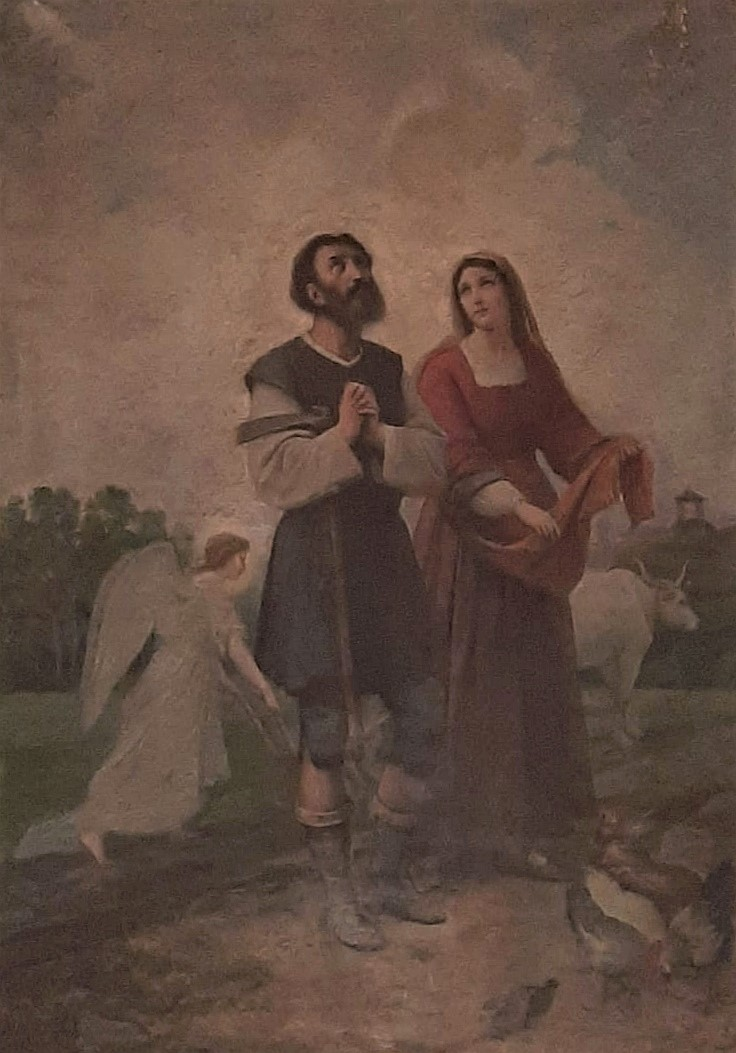
Giorgio Scherer, Sant’Isidoro Agricola, 1860 ca., olio su tela, Cappella del Sacro Cuore, Collegiata di San Bartolomeo Apostolo, Busseto

### Acquisti e commissioni ducali
- Cacciatore che dà a bere ad una povera famiglia, 1850, olio su tela, Palazzo Ducale (Colorno)[4].
- Adorazione de' Magi (copia da Bonifacio Veronese), 1852, opera rubata, già nell'oratorio della Santissima Annunziata, Vedole[8][9].
- La polenta, 1854, olio su tela, collezione privata[10][11].
- San Gregorio Magno che prega per le anime purganti, 1858, olio su tela, Cappella di San Gregorio Magno, Cimitero della Villetta, Parma[12][13].

### Opere giovanili di studio
- Abdalonimo salutato re di Sidone dopo la conquista di Alessandro il Macedone, 1854, olio su tela, Galleria nazionale, Parma[6].
- Poesia (copia da Raffaello Sanzio), 1855, olio su tela[14].
- Alcibiade si avventa contro i soldati di Farnabaso, 1856, olio su tela, Galleria nazionale, Parma[15].
- Interno dello studio romano di Scherer e Chierici, 1856, olio su tela, Galleria nazionale, Parma[16].
- Autoritratto, 1856-1860, olio su tela, Galleria nazionale, Parma[17].

### Scene di genere
- Scena di famiglia (bozzetto per La polenta), 1854 ca., olio su tela, Collezione Adelchi Venturini, Viazzano[18].
- Visitare gli infermi, 1857, olio su tela, perduto[19][20][21].
- Bozzetto Lo studio di un pittore, 1857, perduto[19][21].
- Insegnare agli ignoranti, 1858, olio su tela, perduto[12].
- Consolare gli afflitti, 1863, olio su tela, perduto[22][23].
- La mascherata, 1870, olio su tela, perduto[23].
- La visita del pievano, 1870 ca., olio su tela, Palazzo Municipale, Soragna.
- Bersagliere, 1868, collezione privata.
- Visita a una nutrice, 1869, collezione privata.
- Nonno e nipote, 1870-1871, olio su tela, collezione privata[24].
- Mosca cieca, 1870-1871, olio su tela, Collezione Adelchi Venturini, Viazzano[24][25].
- La gradita sorpresa, 1870-1875, olio su tela, Museo Fondazione Cariparma, Parma.
- Una lezione di piano-forte,1882 ca., olio su tela, perduto[26].
- Un'infausta notizia, 1882 ca., olio su tela, Pinacoteca Stuard, Parma[27].
- Il figlio del soldato, 1884 ca., olio su tela, Palazzo Comunale, Lesignano de’ Bagni[28].
- Il merciaio ambulante, 1884 ca., olio su tela, perduto[28].
- Una cuciniera, 1874, perduto.
- Gatto, 1874, perduto.
- Il maestro del villaggio, 1879, perduto.
- I rimproveri della nonna, 1883, perduto.

### Soggetti storici e religiosi
- San Giovanni che rimprovera Erode ed Erodiate, 1857, olio su tela, perduto[19].
- Sant'Isidoro Agricola,1860 ca., olio su tela, Cappella del Sacro Cuore, Collegiata di San Bartolomeo Apostolo, Busseto.
- Tobia curato della vista, 1858, olio su tela, perduto[12].
- I Parmigiani di ritorno dopo il trionfo di Vittoria, 1859 ca., collezione privata, Torino[29][30][31].
- Profughi d’Aquileja, 1860, olio su tela, Palazzo Municipale, Bettola[32][33].
- Caterina Segurana, 1862, perduto.
- Un episodio dell’assedio di Firenze, 1863, olio su tela, perduto[34].
- Gli ultimi momenti di Nicolò de Lapi, 1860-1863, olio su tela, Galleria nazionale, Parma.
- Amedeo IX duca di Savoia mostra la duca di Milano come i poveri da lui nutriti fossero pompa della sua corte, 1865, olio su tela, collezione privata[35].
- San Giuseppe, 1865, olio su tela, Chiesa di Santa Maria del Quartiere, Parma.
- Una battaglia, 1870, olio su tela, perduto[23].
- Tiziano e Odoardo Farnese, 1870, olio su tela, perduto[23].
- Goldoni, 1890, olio su tela, perduto[36].
- Saulle, 1893, olio su tela, perduto[37].
- Correggio illustra alla badessa Giovanna da Piacenza gli affreschi della camera di San Paolo, olio su tela (1860-80 ca.), Monastero di San Paolo, Parma[37].
- Sant’Erasmo e le Sante Caterina d’Alessandria e Chiara in adorazione della Trinità, pala d'altare, Cappella di Sant'Erasmo, Cattedrale di Nostra Signora dell'Orto, Chiavari[38][39].

### Ritratti
- Fanciulletta estinta, olio su tela, 1857[19].
- Quattro fanciulli della famiglia Mattei, 1859 ca., olio su tela, Museo Fondazione Cariparma, Parma[29].
- La donna fiorentina, 1863, disperso.
- Ritratto d'uomo, 1863, disperso[40].
- Ritratto di puttina, 1863, olio su tela, Galleria nazionale, Parma[41].

### Disegni e acquerelli
- Venti disegni per il romanzo storico La fata di Montechiarugolo di Alfonso Cavagnari, 1874, matita e carboncino su carta, Biblioteca Palatina, Parma[42].
- Diaconi leggenti (copia dal Parmigianino), 1894, disegno a colori, perduto[43].
- Sant'Agata (copia dal Parmigianino), 1894, disegno a colori, perduto[43].
- Pennacchi della Cupola del Duomo di Parma (copia), 1894, disegno a colori, perduto[43].

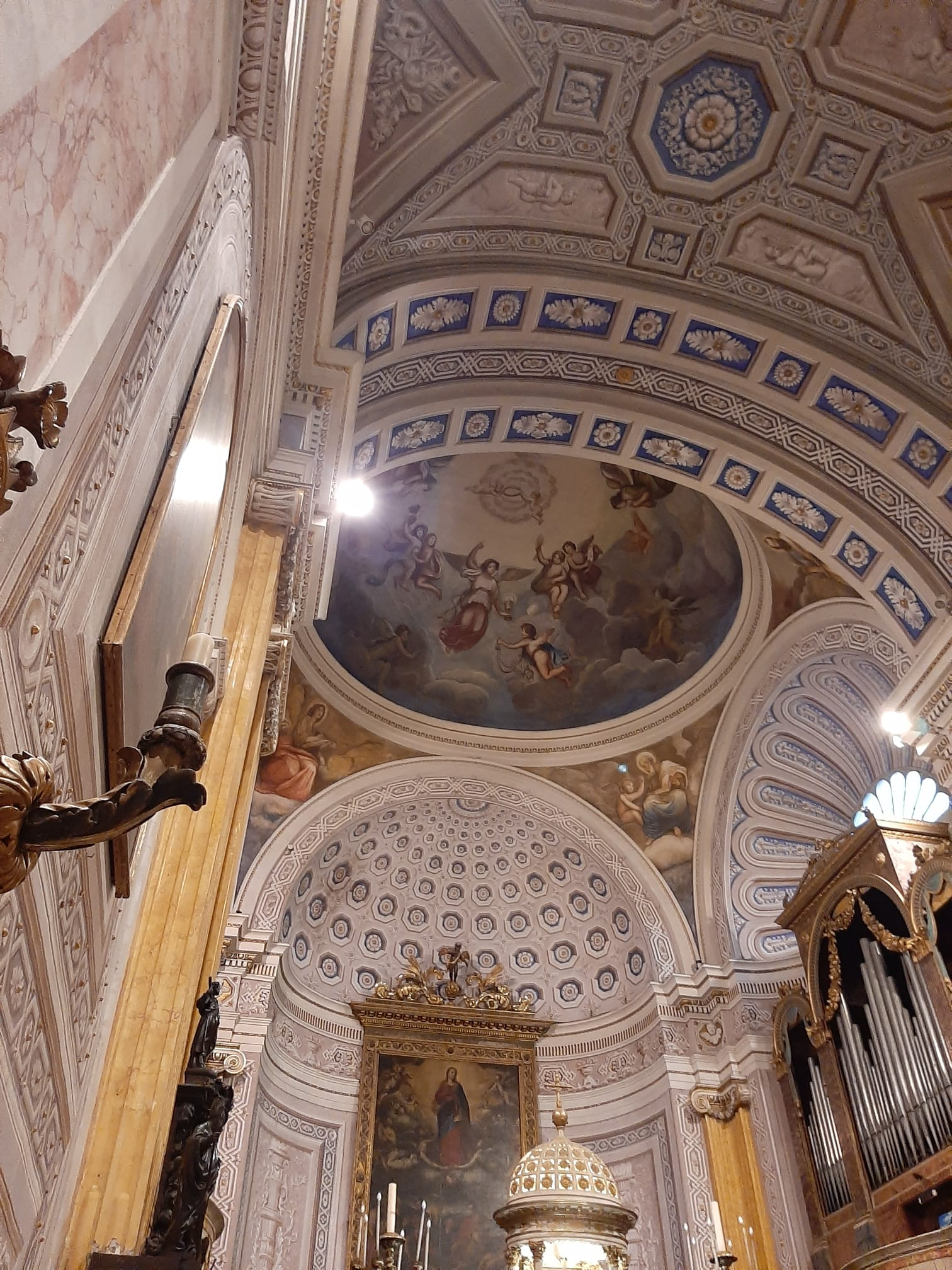
Interno della Chiesa di Santa Maria Assunta e San Cristoforo in Castello a Viadana (visibile l'affresco della cupola e dei pennacchi realizzato da Giorgio Scherer)

- Cupola del Duomo di Parma (copia), 1894, disegno a colori, perduto[43].

### Affreschi
- Soggetto eucaristico ed Evangelisti, 1876, Cupola e pennacchi, Chiesa Santa Maria Assunta e San Cristoforo in Castello, Viadana[44].
- Soffitto del Caffè del Risorgimento (o Caffè degli Svizzeri), 1880, Parma, perduto[45].
- Udienza di Pio VII ai rappresentanti del Santuario e La testimonianza di Lazzaro Cravino, 1891-1893, lati dell'altare maggiore, Cattedrale di Nostra Signora dell’Orto, Chiavari[38][39].

## Esposizioni

### Esposizioni a Parma
- I Esposizione di lavori d’arti belle organizzata dalla Società d’Incoraggiamento di Parma, 1854[10].
- III Esposizione di lavori d’arti belle organizzata dalla Società d’Incoraggiamento di Parma, 1856[16].
- IV Esposizione di lavori d’arti belle organizzata dalla Società d’Incoraggiamento di Parma, 1857[19].
- V Esposizione di lavori d’arti belle organizzata dalla Società d’Incoraggiamento di Parma, 1858[12].
- VI Esposizione di lavori d’arti belle organizzata dalla Società d’Incoraggiamento di Parma, 1859[29].
- VII Esposizione di lavori d’arti belle organizzata dalla Società d’Incoraggiamento di Parma, 1860[32].
- VIII Esposizione di lavori d’arti belle organizzata dalla Società d’Incoraggiamento di Parma, 1862[46].
- IX Esposizione di lavori d’arti belle organizzata dalla Società d’Incoraggiamento di Parma, 1863[46].
- Esposizione Industriale Provinciale di Parma, 1863[46].
- X Esposizione di lavori d’arti belle organizzata dalla Società d’Incoraggiamento di Parma, 1864[47].
- XI Esposizione di lavori d’arti belle organizzata dalla Società d’Incoraggiamento di Parma, 1865[35].
- XII Esposizione di lavori d’arti belle organizzata dalla Società d’Incoraggiamento di Parma, 1866[46].
- Esposizione di lavori d’arti belle organizzata dalla Società d’Incoraggiamento di Parma, 1868[46].
- Esposizione di lavori d’arti belle organizzata dalla Società d’Incoraggiamento di Parma, 1869[46].
- Esposizione Italiana d’Arti Belle in Parma, 1870[48].
- Esposizione di lavori d’arti belle organizzata dalla Società d’Incoraggiamento di Parma, 1870[46].
- Esposizione di lavori d’arti belle organizzata dalla Società d’Incoraggiamento di Parma, 1874[46].
- Esposizione di lavori d’arti belle organizzata dalla Società d’Incoraggiamento di Parma, 1879[46].
- Esposizione di lavori d’arti belle organizzata dalla Società d’Incoraggiamento di Parma, 1883[46].
- Esposizione di lavori d’arti belle organizzata dalla Società d’Incoraggiamento di Parma, 1887[46].
- Esposizione di lavori d’arti belle organizzata dalla Società d’Incoraggiamento di Parma, 1890[36].
- Esposizione di lavori d’arti belle organizzata dalla Società d’Incoraggiamento di Parma, 1893[37].
- Esposizione Correggesca in Parma, 1894[49][27].

### Esposizioni a Torino
- XXII Esposizione organizzata dalla Società Promotrice delle Belle Arti di Torino, 1863[40].
- XXIII Esposizione organizzata dalla Società Promotrice delle Belle Arti di Torino, 1864[22].
- Esposizione Generale Italiana organizzata dalla Società Promotrice dell'Industria Nazionale a Torino, 1884[28].

### Esposizioni a Bologna
- II Esposizione Triennale delle Accademie dell’Emilia organizzata a Bologna, 1867.

### Esposizioni a Firenze
- Esposizione Solenne organizzata dalla Società d’Incoraggiamento delle Belle Arti di Firenze, 1882[26].
- Esposizione Solenne organizzata dalla Società d’Incoraggiamento delle Belle Arti di Firenze, 1883[50].

### Esposizioni a Chiavari
- Esposizione Agraria ed Industriale del Circondario di Chiavari organizzata dalla Società Economica chiavarese, 1893.